# Pointe Côte de l'Ane
La Pointe Côte de l'Ane (2.916 m s.l.m.) è una montagna delle Alpi Marittime che si trova nel dipartimento francese delle Alpi Marittime.
La montagna è collocata sul fianco dell'alta Valle del Varo.
Si può salire sulla vetta partendo da Estenc, frazione di Entraunes.